# Duhamel Trestle
Das Duhamel Trestle war eine eingleisige Eisenbahnbrücke über das Tal des Battle River, etwa zehn Kilometer südwestlich von Camrose in der kanadischen Provinz Alberta. Die 1,2 Kilometer lange Trestle-Brücke wurde 1909 bis 1910 von der Grand Trunk Pacific Railway (GTP)  aus Holz errichtet und war Teil einer Zweigstrecke der transkontinentalen Eisenbahnverbindung Winnipeg-Prince Rupert. Der Nord-Süd-Abzweig verband Calgary und Edmonton und war in Tofield an die 1915 fertiggestellte transkontinentale Ost-West-Verbindung angeschlossen. Die Brücke bestand nur vierzehn Jahre und wurde 1924 nach der Übernahme der GTP durch die Canadian National Railway und der folgenden Streckenänderung der Zweigstrecke abgebaut. Die Konstruktion war eine der größten Holzbrücken der Welt und zählt noch heute zu den fünf größten Trestle-Brücken.

## Geschichte
| McBride |

| Jasper |

| Edson |

| Edmonton |

| Tofield |

| Wainwright |

| Biggar |

| Calgary |

| Duhamel Trestle |

| Alberta |

| British Columbia |

| Saskatchewan |

Mit dem kommerziellen Erfolg der 1885 von der Canadian Pacific Railway fertiggestellten ersten kanadischen transkontinentalen Eisenbahnverbindung zwischen Montreal und Vancouver sollte Anfang des 20. Jahrhunderts eine weitere, weiter nördlich verlaufende Verbindung entstehen, die die Präriegebiete Kanadas erschließt. Dazu wurden 1903 die National Transcontinental Railway (NTR) und die Grand Trunk Pacific Railway (GTP) gegründet. Die staatliche NTR baute im Osten die Strecke von Moncton bis Winnipeg und die GTP (Tochtergesellschaft der Grand Trunk Railway) im Westen die Strecke von Winnipeg bis Prince Rupert, die beide 1915 in Betrieb genommen wurden. Von der Hauptstrecke aus entstanden auch mehrere Abzweige, so unter anderem eine Verbindung zwischen Edmonton und dem davon südlich gelegenen Calgary. Die GTP baute dazu bis 1910 eine Strecke durch Alberta von Tofield nach Süden über Camrose, Duhamel und New Norway. Dabei musste bei Duhamel der Battle River überquert werden, was den Bau einer 1,2 Kilometer langen Trestle-Brücke erforderte und zur Verlegung der am Flussufer gelegenen Ortschaft um drei Kilometer nach Süden führte.
Im September 1909 wurde mit dem Bau der Holzbrücke begonnen und Ende August 1910 konnten die Gleise auf der Trestle-Brücke verlegt werden. Auf Grund der hohen Brandgefahr der Holzkonstruktion musste die Brücke nach jeder Überquerung inspiziert werden. Für den Notfall waren in regelmäßigen Abständen auf der Gleisebene Wassertonnen positioniert, um durch Funkenflug entstandene Feuer löschen zu können. Der erhoffte Erfolg der transkontinentalen Eisenbahnverbindung blieb, bedingt durch deren Verlauf über meist schwach besiedelte Gebiete, aus, und die Grand Trunk Railway, die die GTP betrieb und an die die NTR verpachtet war, kam zunehmend in finanzielle Schwierigkeiten. Dies führte 1919 zur Verstaatlichung und 1923 schließlich zur Übernahme durch die Canadian National Railway (CN). Der Verlauf der Zweigstrecke wurde im selben Jahr oberhalb der neuen Position von Duhamel nach Osten verlegt und folgt seither dem Südufer des hier stark mäandrierenden Battle River, bevor sie diesen etwa fünf Kilometer weiter östlich quert. Die nicht mehr benötigte Holzbrücke wurde 1924 schließlich abgebaut.

## Beschreibung

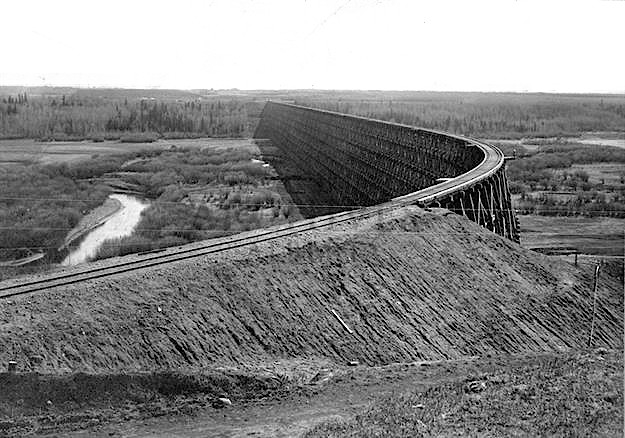
Die Holz-Trestle-Brücke über den Battle River (Blick nach Südwesten)

Die 1211 Meter lange Trestle-Brücke querte gleich dem heutigen Alberta Highway 21 von Südwest nach Nordost den Fluss und verlief über das ehemalige Ortsgebiet der namensgebenden Siedlung Duhamel. Die Brücke beschrieb auf der Nordseite eine leichte Kurve nach Osten, der Highway 21 biegt nach Norden ab. Für die bis zu 37 Meter hohe Konstruktion wurden etwa sechs Millionen board feet Holz verbaut (ca. 14.000 Kubikmeter), davon ein Drittel alleine für die Pfahlgründung. Verwendet wurde vorwiegend Tannenholz aus British Columbia. Ein Großteil der Strukturelemente für die Brücke waren 9,7 Meter lange Balken mit einem Querschnitt von 30 cm × 30 cm, für deren Transport von Camrose zur Baustelle Farmer der Umgebung engagiert wurden. An der tiefsten Stelle erreichte die Konstruktion eine Breite von über 24 Metern und verjüngte sich zur Gleisebene hin auf drei Meter.